# Карась Микола Олександрович
Микола Олександрович Карась (нар. 13 грудня 1985, с. Коробки, Херсонська область — пом. 29 липня 2022, селище Оленівка, Донецької області) — український військовослужбовець, головний сержант Окремого загону спеціального призначення «Азов» Національної гвардії України, учасник російсько-української війни, який відзначився під час відбиття російського вторгнення в Україну і загинув у полоні внаслідок терористичного акту, вчиненого в ніч проти 29 липня 2022 року російськими окупаційними військами на території колишньої Волноваської виправної колонії № 120. Кавалер ордена «За мужність» ІІІ ступеня (2023 р., посмертно).

## Життепис
Микола Карась народився у селі Коробках на Херсонщині у звичайній багатодітній родині: його мама була дояркою, а батько – трактористом. Закінчив професійно-технічне училище, здобув фах водія-механіка. Працював водієм. 
2016 року слідом за молодшим братом Євгеном Микола вступив на військову службу за контрактом у ОЗСП «Азов» Національної гвардії України. 
Станом на 24 лютого 2022 року обіймав посаду інструктора з водіння стрілецького відділення навчально-бойового взводу батальйону вишколу особового складу. 25 березня 2022-го за участь у бойових діях нагороджений медаллю «За військову службу Україні».
Після боїв за Маріуполь і героїчної оборони території металургійного комбінату «Азовсталь» 20 травня 2022 року за наказом вищого військового керівництва заради збереження життя людей Микола вийшов з побратимами з «Азовсталі» та потрапив у так званий «полон за домовленістю». Утримувався на території колишньої Волноваської виправної колонії № 120 в окупованому селищі Молодіжному, що неподалік колишнього адміністративного центру селищної ради Оленівки колишнього Волноваського (нині – Кальміуського) району Донецької області, де окупанти утворили фільтраційну в’язницю. 
У ніч на 29 липня 2022 року прийняв мученицьку смерть у полоні внаслідок масового вбивства військовополонених, влаштованого окупантами у колонії в Оленівці.
Похований з військовими почестями у с. Святопетрівському Бучанського району Київщини.

## Родина
У Миколи залишилися мати, сестра і старший брат. 
Молодший брат Миколи, також військовослужбовець ОЗСП «Азов» молодший лейтенант Євген Карась, загинув смертю хоробрих у бою 7 березня 2022 року у маріупольському передмісті Каменську. 

## Нагороди
- Медаль «За військову службу Україні» (25 березня 2022 р.)  – за особисту мужність і самовіддані дії, виявлені у захисті державного суверенітету та територіальної цілісності України, вірність військовій присязі, зразкове виконання службового обов’язку[3];
- орден «За мужність» ІІІ ступеня (3 листопада 2023 р., посмертно)  – за особисту мужність і самовідданість, виявлені у захисті державного суверенітету та територіальної цілісності України, сумлінне та бездоганне служіння Українському народові[4];